# Zamłynie (Ukraina)
Zamłynie (ukr. Замли́ння, Zamłynnia) – wieś na Ukrainie, w obwodzie wołyńskim, w rejonie kowelskim. W 2001 roku liczyła 223 mieszkańców.

## Historia
W II Rzeczypospolitej wieś należała do gminy wiejskiej Bereżce w powiecie lubomelskim, w województwie wołyńskim. W 1921 roku miejscowość liczyła 366 mieszkańców i znajdowały się w niej 62 budynki mieszkalne. 183 osoby deklarowały narodowość polską, 161 – rusińską, 22 – żydowską.
Do 2020 w rejonie lubomelskim.